# Pícnic paneuropeu
El pícnic paneuropeu (alemany: Paneuropäisches Picknick; hongarès: páneurópai piknik; eslovac: Paneurópsky piknik) va ser una manifestació per la pau celebrada a la frontera entre Àustria i Hongria, prop de Sopron, Hongria, el 19 d'agost de 1989. L'obertura de la porta fronterera entre Àustria i Hongria al pícnic paneuropeu va engegar una reacció pacífica en cadena, al final de la qual va haver-hi la reunificació alemanya, el teló d'acer es va enfonsar i el Bloc de l'Est s'havia desintegrat. Els governs comunistes i el Pacte de Varsòvia es van dissoldre posteriorment, posant fi a la Guerra Freda. Com a resultat, això també va provocar la desintegració de la Unió Soviètica.

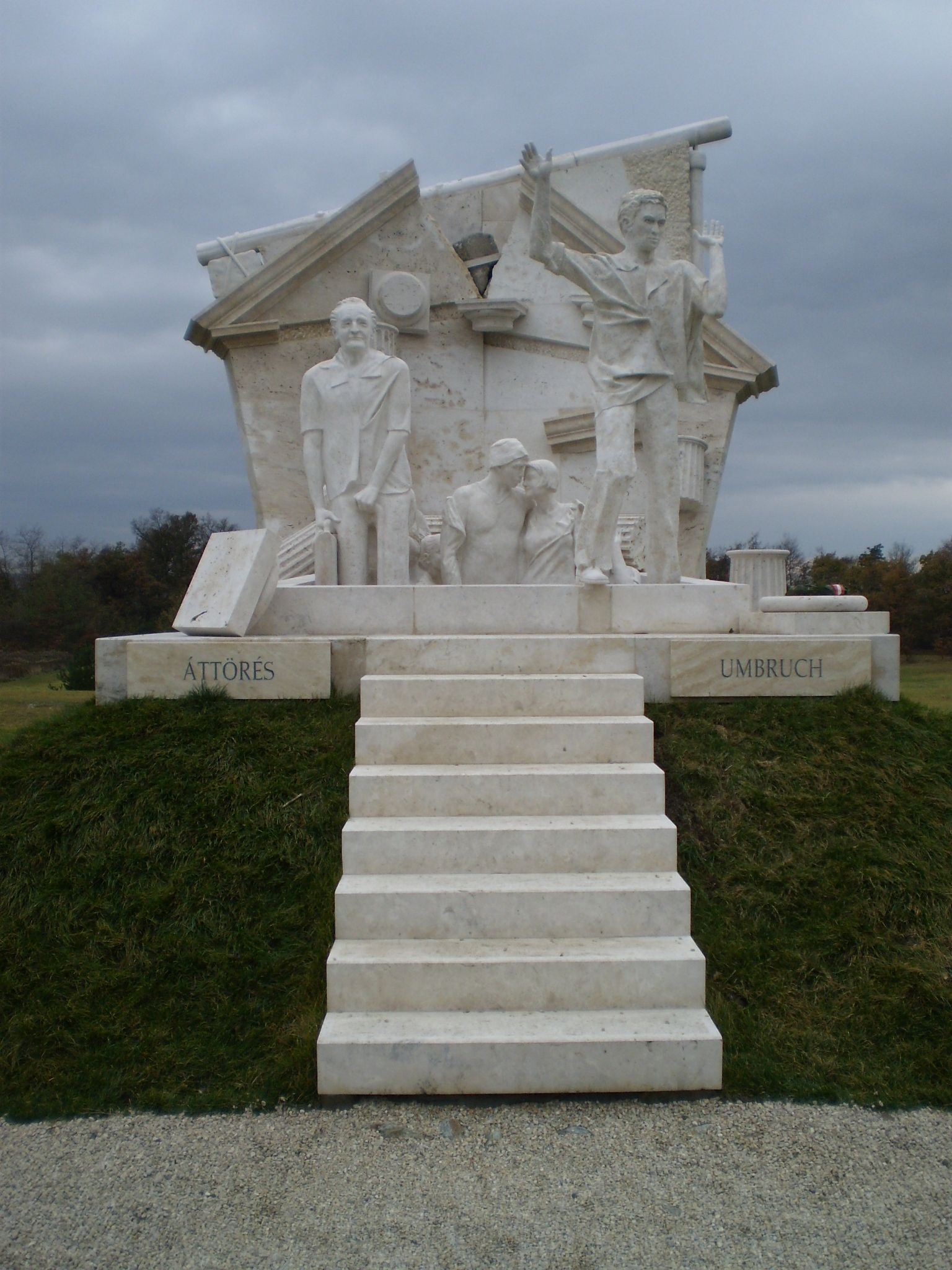
Monument en memòria del pícnic

La idea d'obrir la frontera en una cerimònia i provar la resposta de la Unió Soviètica va sorgir d'Otto von Habsburg, llavors president de la Unió Paneuropea, i va ser plantejada per ell a Miklós Németh, l'aleshores primer ministre hongarès, que també va promoure la idea.
El propi pícnic paneuropeu es va desenvolupar a partir d'una reunió entre Otto von Habsburg i Ferenc Mészáros del Fòrum Democràtic Hongarès (MDF) el juny de 1989. L'organització local de Sopron es va fer càrrec del Fòrum Democràtic Hongarès, la resta de contactes es van fer a través d'Habsburg i el Ministre d'estat hongarès Imre Pozsgay. La Unió Paneuropea Austríaca i el MDF es van encarregar de fer publicitat de l'esdeveniment amb díptics que es van distribuir a Hongria. Els mecenes del pícnic, Habsburg i Pozsgay, que no estaven presents a l'esdeveniment, van veure l'esdeveniment planificat com una oportunitat per provar la reacció de Mikhail Gorbatxov davant l'obertura de la frontera al Teló de Ferro.
L'emblema oficial del pícnic era un colom trencant el filferro de pues. Durant el pícnic, diversos centenars de ciutadans d'Alemanya de l'Est van envair l'antiga porta de fusta i van arribar a Àustria sense obstacles pels guàrdies fronterers al voltant d'Árpád Bella. Va ser l'èxode massiu més gran des que es va construir el mur de Berlín el 1961. Les fronteres hongareses es van obrir l'11 de setembre i el mur de Berlín va caure el 9 de novembre. El Pacte de Varsòvia es va desintegrar el 1991.

## L'esdeveniment
L'esdeveniment volia ser una demostració de pacifisme. Ambdós països accediren a obrir un pas a la tanca de filferro de la frontera, entre Sankt Margarethen im Burgenland (Àustria) i Sopronkőhida (Steinambrückl), del costat hongarès de la frontera. Al mateix lloc, el 27 de juny de 1989, el llavors ministre d'assumptes exteriors d'Àustria, Alois Mock, i el seu homòleg hongarès Gyula Horn, varen obrir la tanca de la frontera, en un moviment que subratlla la decisió d'Hongria de desmantellar les seves instal·lacions de vigilància al llarg de la frontera, un procés començat el 2 de maig. Els líders del moment eren Otto von Hansburg i el cap hongarès, Imre Pozsgay. La persona encarregada de tallar el filferro va ser la secretària general de la Unió Paneuropea Internacional Walburga Habsburg Douglas. El forat havia de romandre obert simbòlicament durant tres hores.
Més de 600 ciutadans de la República Democràtica Alemanya aprofitaren l'avinentesa per passar el Teló d'acer cap a l'oest, cap a l'Europa capitalista. Se n'havien assabentat gràcies als organitzadors de la fita. En aquells moments la policia fronterera hongaresa tenia encara ordre de disparar a qualsevol que travessara la frontera de manera il·legal. Tanmateix, en aquella ocasió actuà amb prudència i no tirotejà els que fugien.
El nombre real de persones que passà la frontera el primer dia va ser només d'alguns centenars. Els dies següents la frontera estigué vigilada amb més zel a causa de les ordres del govern hongarès; per tant, un nombre menor de persones aconseguí evadir-se'n en aquells dies. Hongria va obrir les seves fronteres als ciutadans de l'Alemanya de l'Est l'11 de setembre de 1989.
Amb el pas del temps el Picnic paneuropeu es veu com un esdeveniment significatiu en l'arribada del final de la República Democràtica d'Alemanya, la desaparició de la Guerra Freda, la caiguda del Teló d'acer i la reunificació de les dues Alemanyes.
Anualment se celebra un Picnic commemoratiu cada 19 d'agost, al mateix lloc on es va obrir la frontera. Obres d'artistes hongaresos es troben exposades al lloc on es va tallar el filat; en mostren una porta entreoberta. El 1996, es va construir una estàtua de 10 metres a Fertrákos, a prop de Sopron, creada per Gabriela von Habsburg, en la qual es veu un tros de filferro d'arç. Vista de lluny, la seva forma recorda la d'una creu.